# Laguna el Espino
Antiguamente llamada Huitziapan o Laguna de las espinas, se localiza en el departamento salvadoreño de Ahuachapán. Tiene unas 34 manzanas de extensión. Se observa la existencia de caracoles, ninfas acuáticas y otros animales propios del área.  
Existen como en toda laguna, historias de misterios y encantos que cuentan los habitantes del lugar, como por ejemplo que a medianoche se aparece un lagarto gigante en el fondo de la laguna; otros dicen que se trata del monstruo que reina en el lugar. Para dar fe a sus historias agregan que han aparecido algunas personas mordidas por este animal.
El verano trae consigo garzas blancas al área norte; la estación también produce un drececimiento en el cauce (véase: lecho menor), aprovechado por los lugareños para sembrar hortalizas. 
La primera batalla de la historia de Centroamérica independiente (la batalla de Llano El Espino, el 12 de marzo de 1822) ocurrió entre la ciudad de Ahuachapán y la Laguna. Unos 800 soldados salvadoreños comandados por el general Manuel José de Arce y Fagoaga vecieron a un contingente de más o menos 120 soldados liderados por el militar de origen chileno José Nicolás de Abós y Padilla, pertenecientes las tropas de la ex Capitanía General de Guatemala, que favorecían la anexión de Centroamérica al Primer Imperio Mexicano.
- Datos: Q5969328